# Конвенция Совета Европы о защите детей от сексуальной эксплуатации и сексуального насилия
Конвенция Совета Европы о защите детей от сексуальной эксплуатации и сексуального насилия (англ. Council of Europe Convention on the Protection of Children against Sexual Exploitation and Sexual Abuse, CETS № 201, СДСЕ № 201) — международное соглашение, предложенное Советом Европы для подписания любым странам, которое предусматривает введение уголовной ответственности за сексуальную эксплуатацию детей. Первое международное соглашение, которое направлено также на предотвращение эксплуатации, происходящей в доме или в семье.

## Положения Конвенции
Страны, ратифицировавшие Конвенцию соглашаются ввести уголовную ответственность за сексуальные действия с детьми, не достигшими возраста сексуального согласия вне зависимости от контекста. Кроме того Конвенция обязывает вести уголовное наказание за вовлечение, принуждение или использование детскую проституции (статья 19) и за производство, предоставление, распространение, приобретение, хранение, получение доступа к детской порнографии (статья 20; включая изображения ребёнка, совершающего сексуально откровенные действия и изображения половых органов ребёнка в сексуальных целях). Предлагается ряд мер, направленных на предотвращение сексуальной эксплуатации детей.

## Подписание и вступление в силу
Конвенция была заключена и подписана 25 октября 2007 года в Лансароте (Канарские острова, Испания). Все страны, участвующие в Совете Европы, подписали соглашение, последней среди них стала Чехия (июль 2014). Конвенция вступила в силу 1 июля 2010 года после ратификации пятью государствами.

## Участники Конвенции
По состоянию на май 2020 года соглашение ратифицировано следующими 47 странами:
- Албания
- Азербайджан
- Армения
- Андорра
- Австрия
- Бельгия
- Босния
- Болгария
- Хорватия
- Кипр
- Чехия
- Дания
- Эстония
- Финляндия
- Франция
- Грузия
- Германия
- Греция
- Венгрия
- Исландия
- Италия
- Латвия
- Литва
- Лихтенштейн
- Люксембург
- Македония
- Мальта
- Молдова
- Монако
- Черногория
- Нидерланды
- Норвегия
- Польша
- Португалия
- Румыния
- Россия
- Сан-Марино
- Сербия
- Словакия
- Словения
- Испания
- Швеция
- Швейцария
- Турция
- Украина

- Великобритания

Несмотря, что конвенция была разработана для стран, входящих в Совет Европы, она открыта для подписания любым государствам в мире.